# Zamek w Žirovnicach
Zamek w Žirovnicach (cz. Zámek Žirovnice) – zabytkowy zamek w mieście Žirovnice, w kraju Wysoczyna (Czechy).
Pierwsza pisemna wzmianka o warowni znajduje się w dokumencie z 1358 wystawionym przez Oldřicha z Hradca, który stał się jej współwłaścicielem. W 1393 zamek został zakupiony przez rodzinę Kamarétów z Lukavca, niedaleko [miejscowości Čáslavsko. W 1485 Ofka żona Purkarta sprzedała cały majątek rodzinie Vencelíków. Kolejnym właścicielem był Albrecht z Gutštejna (1545), który dokonał modyfikacji zamku. Zbudował okrągły bastion po stronie zachodniej i czworoboczny bastion po stronie wschodniej. W 1564 Sebastian Gutštejn sprzedał posiadłość Jáchymowi z Hradca. Następną posiadaczką zamku była Otylia, żona Viléma Slavaty z Chlumu i Košumberka (1604). Podczas wojny trzydziestoletniej (1618–1648) w latach 1644–1645 zamek był zajęty przez wojska szwedzkie. W 1693 Žirovnice stały się własnością Šternberków na ponad 200 lat (do 1910), którzy odbudowali zniszczony obiekt.
Po prawej stronie bramy wjazdowej znajduje się wnęka z herbem Sternberk, zawierającym w polach herby poprzednich właścicieli:  Hradec, Slavat, Gutštejn. Również nad wejściem do spichlerza umieszczony jest herb Sternbergów z rokiem 1707.

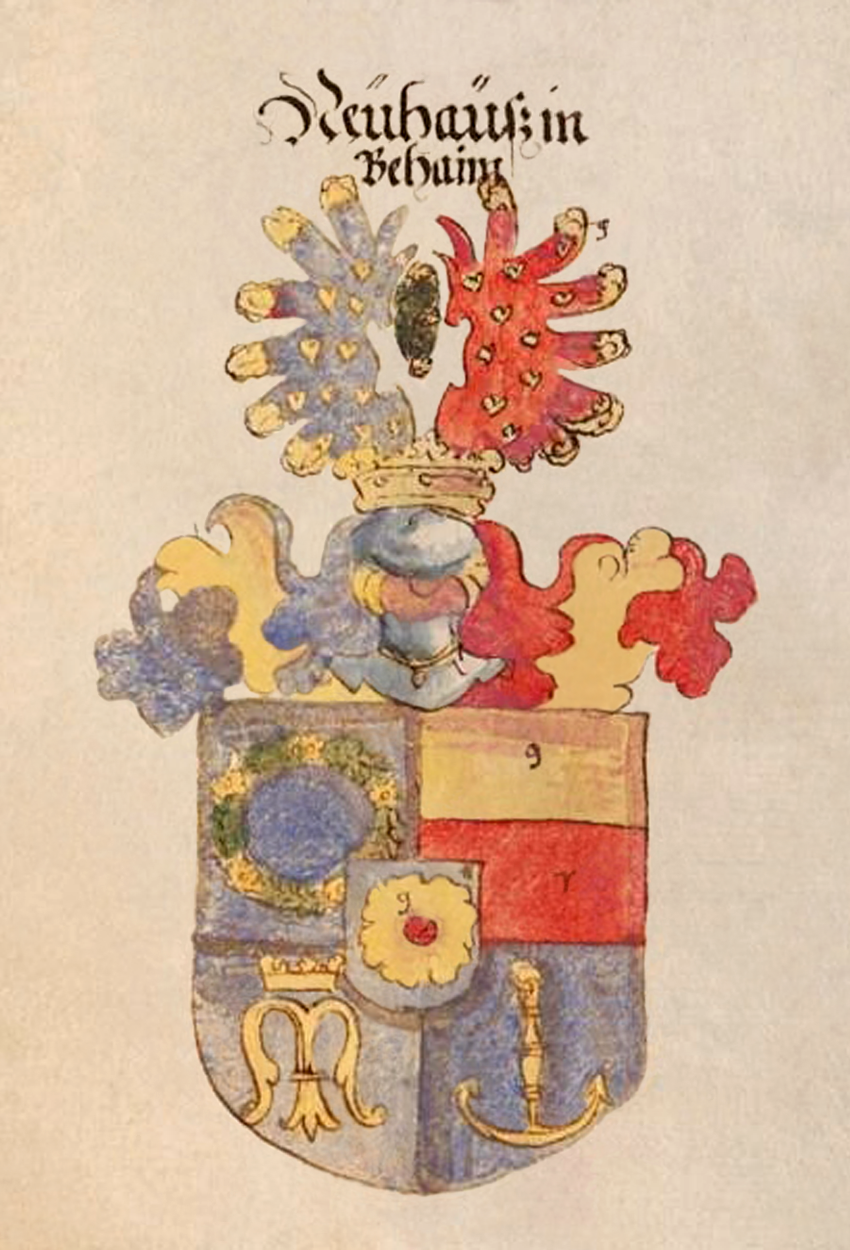
Herb rodziny Hradec
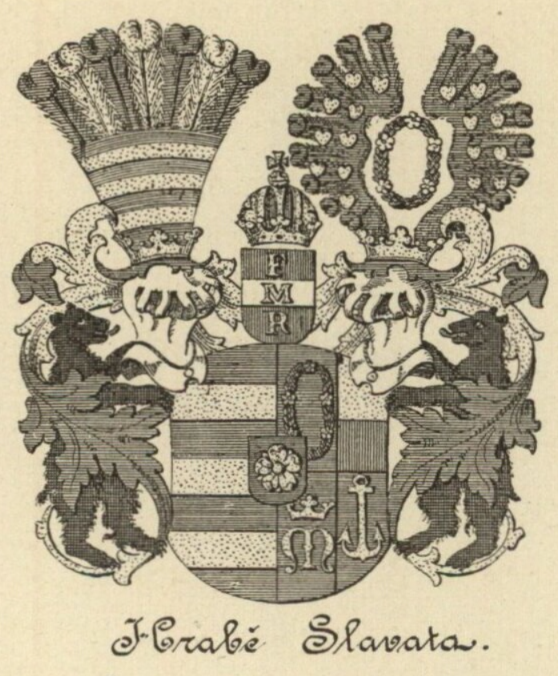
Herb Slavatów
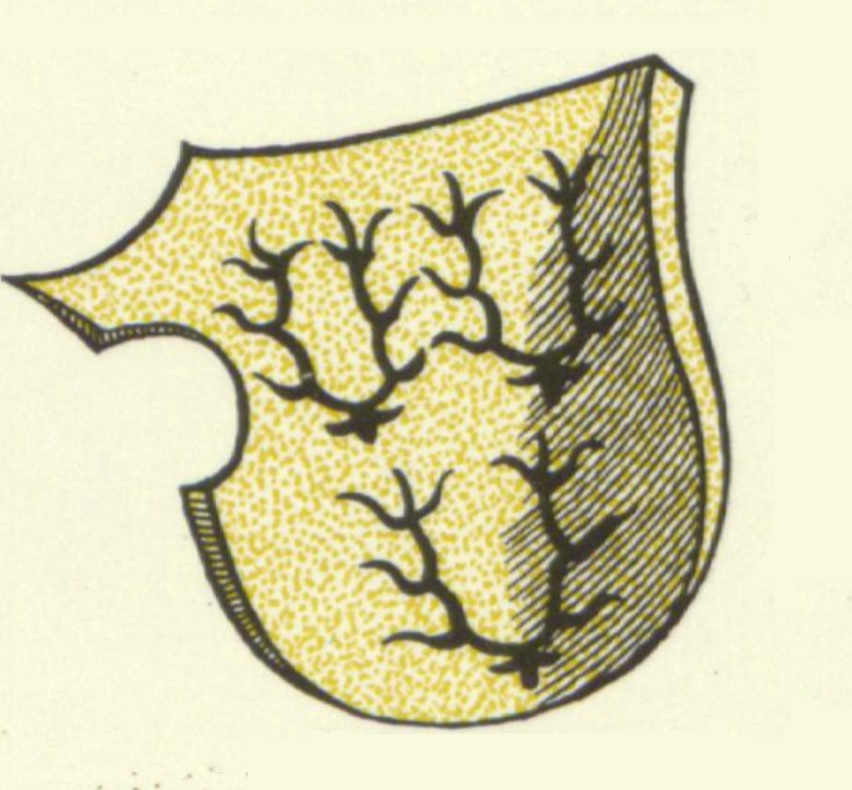
Herb Gutštejnów
Herb Sternberków